# Zvi Griliches
Hirsh Zvi Griliches (* 12. September 1930 in Kaunas, Litauen; † 4. November 1999 in Cambridge, Massachusetts) war ein Ökonom an der Harvard University.

## Leben
Griliches wurde in Kaunas (Litauen) in einer jüdischen, russischsprachigen Familie geboren. Sein Vater Efim Ilyich Griliches (1896–1945) war Arbeiter in einer Tabakwaren-Fabrik, seine Mutter war Clara Ziv Griliches (?–1945). Griliches hatte eine jüngere Schwester Ellen Griliches (1933–1996).
Während des Zweiten Weltkriegs wurden er und seine Familie ins Konzentrationslager Dachau deportiert. Am 2. Mai 1945 wurde das Lager von amerikanischen Truppen befreit, woraufhin Griliches zwei Jahre bei der zionistischen Jugendvereinigung Hashomer Hatzair in München verbrachte. 1947 versuchte er, illegal mit einem Schiff nach Palästina zu gelangen, wobei er jedoch von den Briten verhaftet und in ein Lager in Britisch-Zypern verbracht wurde. In den sieben Monaten der Gefangenschaft knüpfte er Beziehungen zu Akademikern und lernte die Englische Sprache. Nach seiner Freilassung gelangte er nach Palästina, wo er sich für kurze Zeit den Streitkräften Israels anschloss (welches als Staat noch nicht existierte) und in einem Kibbuz arbeitete. Dabei lernte er die Hebräische Sprache und konnte sich schließlich dank einer bestandenen Hochschulreife-Prüfung an der Hebräischen Universität Jerusalem für ein Geschichtsstudium einschreiben.
Griliches Schwester und Onkel sind nach dem Krieg nach Amerika ausgewandert, daher bewarb er sich für ein Studium der Agrarwirtschaft an der Universität Berkeley, welches er 1951 mit einem Stipendium antrat. Nach zwei Jahren erwarb er den Bachelor, nach einem weiteren Jahr den Master in Ökonomie und Ökonometrie. In dieser Zeit lernte er auch seine Ehefrau Diane Asseo Griliches kennen, mit der er insgesamt zwei Kinder hatte: Eve Griliches (geb. 1957) und Marc Griliches (geb. 1960).
Im Jahre 1954 ging er an die Universität Chicago, wo er 1956 eine Assistenz-Professur für Wirtschaftswissenschaften erhielt und 1957 den Doktortitel erlangte. 1959 erhielt Griliches die US-amerikanische Staatsbürgerschaft.
Griliches war 1975 Präsident der US-amerikanischen Econometric Society. Von 1969 bis 1977 gehörte zu den Herausgebern der Fachzeitschrift Econometrica. Zweimal (1961 Stigler Commision, 1996 Boskin Commission) arbeitete er an Ausschüssen des US-Senats zur Evaluierung der Messung von Inflation mit. Im Jahr 1993 stand Sen der American Economic Association als gewählter Präsident vor.
Zvi Griliches verstarb am 4. November 1999 in Cambridge, Massachusetts (USA) im Alter von 69 Jahren an Bauchspeicheldrüsenkrebs.

## Werk
Die Arbeiten Griliches’ betrafen zumeist die Ökonomie des technologischen Wandels, wobei er sich auf empirische Untersuchungen zur Innovationsdiffusion und zur Rolle von F&E, Patenten und Bildung konzentrierte.
In seiner Dissertation von 1957, Hybrid Corn: An Exploration in the Economics of Technological Change (Hybrider Mais: Eine Untersuchung der Ökonomie Technologischen Wandels), demonstrierte er, dass die Saatgut-Durchdringung beim Mais der Logistischen Kurve folgt. Später haben Edwin Mansfield und andere Forscher herausgefunden, dass dies ein generelles Prinzip in der Diffusion von Innovationen (also dem Technologischen Fortschritt) ist. Griliches war einer der ersten Wissenschaftler, die die Technologieentwicklung als ein ökonomisches Phänomen (im Gegensatz zu einem exogenen Einflussfaktor) behandelten.
Die meisten Innovationen machen entweder den Produktionsprozess effizienter oder verbessern die Qualität der produzierten Güter. Über die Analyse der Messung des Einflusses von Innovationen auf die Ökonomie kam Griliches zu seinen grundlegenden Studien zum Wirtschaftswachstum, Produktivität, Produktionsfunktionen, Messungen des wirtschaftlichen Inputs und Outputs, Hedonischer Preiskalkulation und deren Abbildung in Preis-Indizes.
Außerdem publizierte Griliches wichtige Arbeiten zur Ökonometrie, unter anderem zum Verzögerungseffekt in der Zeitreihenanalyse und zur Aggregation von mikroökonomischen Rohdaten. Sein besonderes Interesse galt der Messung versteckter Variablen in den Produktionsfunktionen.

## Auszeichnungen
Zvi Griliches gewann 1965 die begehrte John Bates Clark Medal. Im gleichen Jahr wurde er in die American Academy of Arts and Sciences und 1975 in die National Academy of Sciences gewählt. Außerdem erhielt er die Ehrentitel Distinguished Fellow of the American Economic Association, Fellow of the Econometric Society, Fellow of the American Statistical Association, Fellow of the American Association for the Advancement of Science und Fellow of the American Agricultural Economics Association.
Zu seinem Gedenken wurde am Samuel Neaman Institute for Advanced Studies in Science and Technology in Israel das Zvi Griliches Research Data Center gegründet. In Russland und einigen anderen Staaten der ehemaligen Sowjetunion wird ihm zu Ehren der Zvi Griliches Excellence Award verliehen.